# De viris illustribus urbis Romae
Il De viris illustribus urbis Romae ("Gli uomini illustri della città di Roma") è una breve compilazione letteraria in latino di carattere storiografico.

## Struttura
La compilazione è strutturata sotto forma di biografie di illustri personaggi di età monarchica e repubblicana, in 86 brevi capitoli.
Iniziando da Proca, si tratta inizialmente dei sette re di Roma, poi di Tarquinio e Lucrezia, Bruto, Orazio Coclite, Muzio Scevola, Clelia, i 306 Fabi, Publicola, Postumio, Cincinnato, Menenio Agrippa, Coriolano, Licinio Stolone, Verginio.
Con il cap. XXII, che tratta dell'arrivo di Esculapio a Roma, può dirsi aperta una seconda sezione, che tratta di Camillo, Manlio Capitolino, Cornelio Cosso, Decio Mure padre e figlio, Manlio Torquato, Valerio Corvo, Gaio Ponzio, Papirio Cursore, Fabio Rulliano, Curio Dentato, Appio Claudio Cieco, Pirro, Decio Mure, Appio Claudio Caudice, Gaio Duilio, Atilio Calatino, Attilio Regolo, Lutazio Catulo.
Annibale apre la sezione dell'apogeo della repubblica: dopo di lui vengono Quinto Fabio Massimo, Scipione Nasica, Marcello, la vestale Claudia, Catone il Censore, Nerone e Asdrubale, Scipione l'Africano, Livio Salinatore, Quinzio Flaminino, Fulvio Nobiliore, Scipione l'Asiatico, Antioco III, Manlio Vulsone, Emilio Paolo, Tiberio Sempronio Gracco, Scipione l'Emiliano, Ostilio Mancino, Lucio Mummio, Metello Macedonico, Metello Numidico, Metello Pio, i fratelli Gracchi, Livio Druso, Mario padre e figlio, Cinna, Fimbria.
Infine, la biografia di Viriato apre l'ultima parte, relativa all'età delle guerre civili, con le biografie di Emilio Scauro, Apuleio Saturnino, Lucullo, Silla, Mitridate, Pompeo, Cesare, Augusto, Catone Uticense, Cicerone, Bruto, Cassio, Sesto Pompeo, Marco Antonio e Cleopatra.

## Il valore dell'opera
Per come ci è pervenuto, il De viris illustribus non contiene una prefazione, né ci permette di stabilire un confronto con la Origo gentis Romanae e il De Caesaribus ai quali fu congiunto: tuttavia, lo stile permette di collocarlo quantomeno nel IV secolo d.C., visto che il linguaggio postclassico e lo stile pretenzioso lo accostano ad altri prodotti dell'epoca.
Ritenuta, in tempi antichi, un'epitome da Tito Livio, l'operetta presenta problemi di fonti non facili da identificare: in effetti, oltre che da Livio, le notizie potrebbero essere state attinte anche dalle opere di Igino e Floro, anche perché presenta pure biografie di alcuni nemici di Roma; nello specifico, si tratta di Gaio Ponzio, Pirro, Annibale e Asdrubale, Antioco III, Viriato, Mitridate e Cleopatra, la cui brevissima biografia chiude la trattazione.